# إي. أوتيس تشارلز
إي. أوتيس تشارلز (بالإنجليزية: E. Otis Charles)‏ هو قسيس أمريكي، ولد في 24 أبريل 1926 في نوريستاون ‏ في الولايات المتحدة، وتوفي في 26 ديسمبر 2013 في سان فرانسيسكو في الولايات المتحدة.